# ۳۰۲ (میلادی)

## رویدادها
- هرمز دوم ساسانی جانشین نرسی شد.
- آغاز قانونگذاری دیوکلتین علیه مسیحیت.
- گرمابه‌های دیوکلتین گشایش یافت.

## درگذشتگان
- نرسه، پادشاه ساسانی

‎